# 海盜共和國
海盜共和國（英語：Republic of Pirates）是1706年—1718年英國海盗建立的海盜共同體。從私掠者轉型的海盜們在巴哈马新普羅維登斯島的拿骚建立據點。
此間聞名的海盜，包含海盜王亨利·埃弗里、黑鬍子愛德華·蒂奇、查爾斯·范恩、棉布傑克、瑪麗·瑞德、安妮·邦妮。

## 簡介
从1706年開始，拿骚便受海盗控制。直到1718年，時任拿騷总督伍兹·罗杰斯代表大不列顛王國重新收復并控制拿骚，終結了海盜的黃金時代。前後經歷了大约十一年。在這期間，在西印度群岛地區活动的海盗對附近的贸易和航运造成了很大的破坏。海盜共和國不是一个正式意义上的国家，但拿骚的海盗群体通过“海盜法則”实行管理。

## 管理守则
海盗们奉行海盜法則處理日常事务，也是"新普罗维登斯"共和國式的統治基礎。根据海盜法則，海盗们民主地管理他们的船、平等地共享戰利品和通过投票來遴选和罢免他们的船长。許多海盜都是安妮女王戰爭後失業的私掠者，或對抗商船與英國海軍的亡命之徒。非洲人與愛爾蘭人在船上獲得平等的對待，甚至能當上船長。不少海盜也是詹姆士黨人，企圖復辟斯圖亞特王朝。而女性海盜也能有出頭天，如安妮·邦妮等。

## 拿骚的海盗們

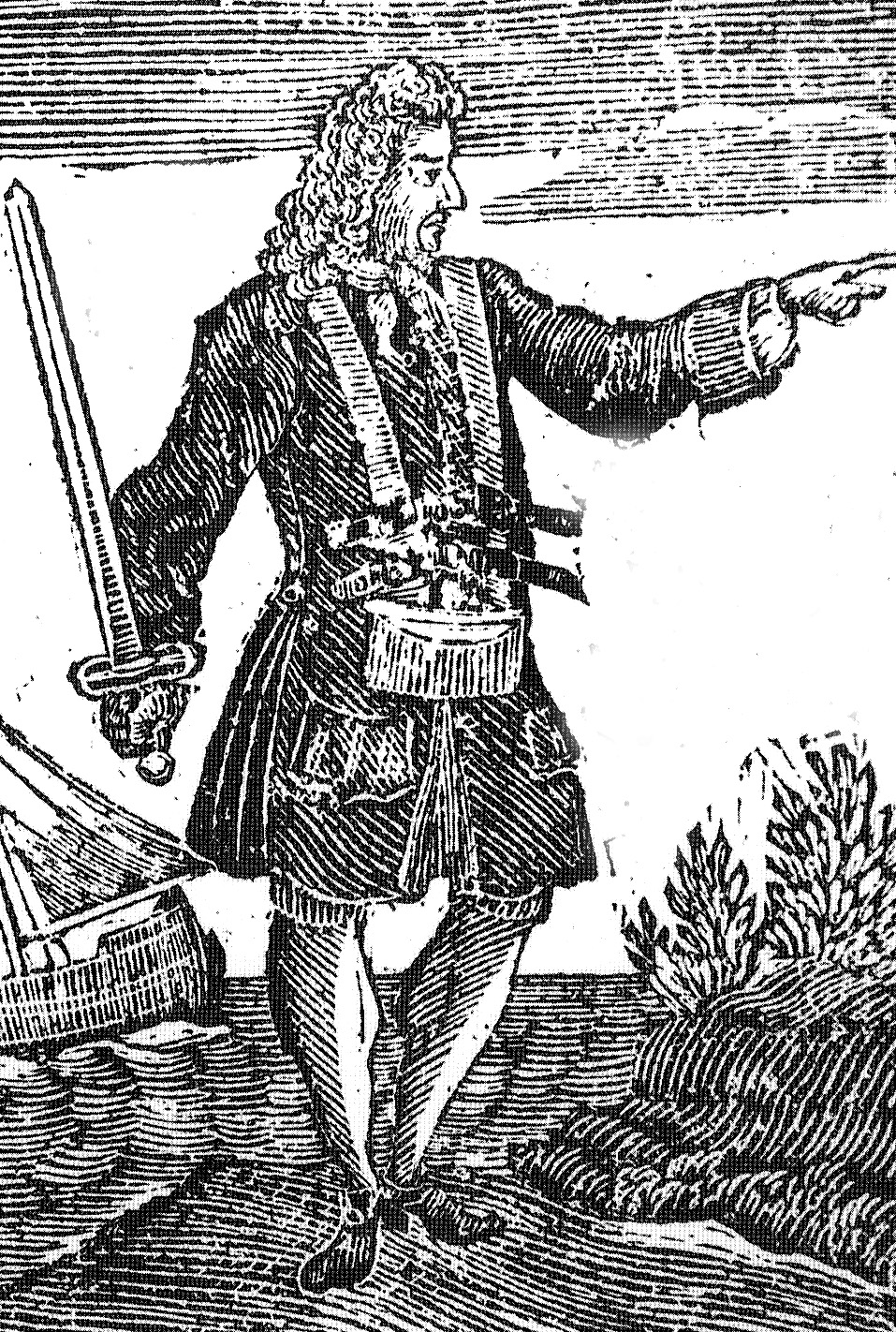
查爾斯·范恩
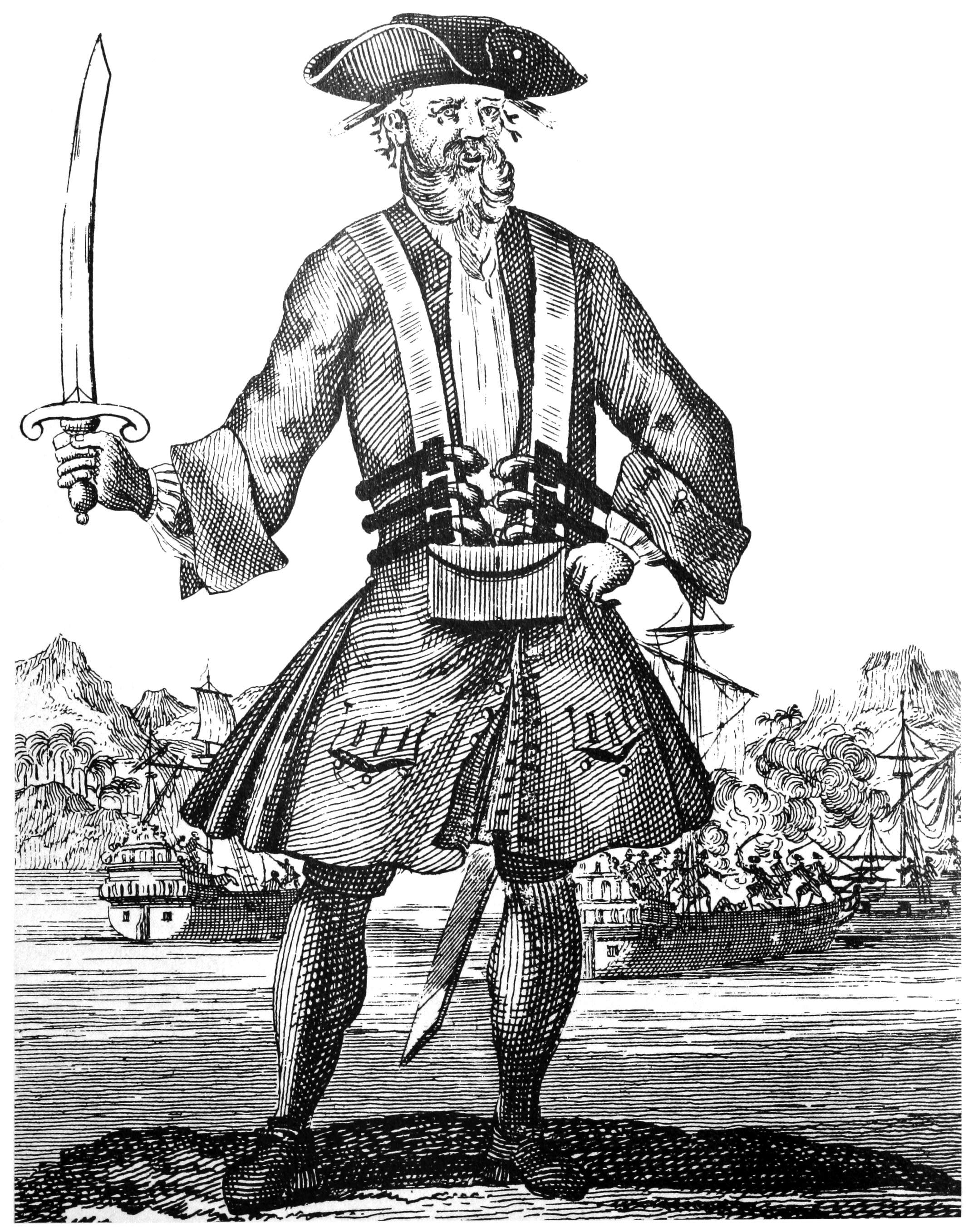
愛德華·蒂奇(黑鬍子)
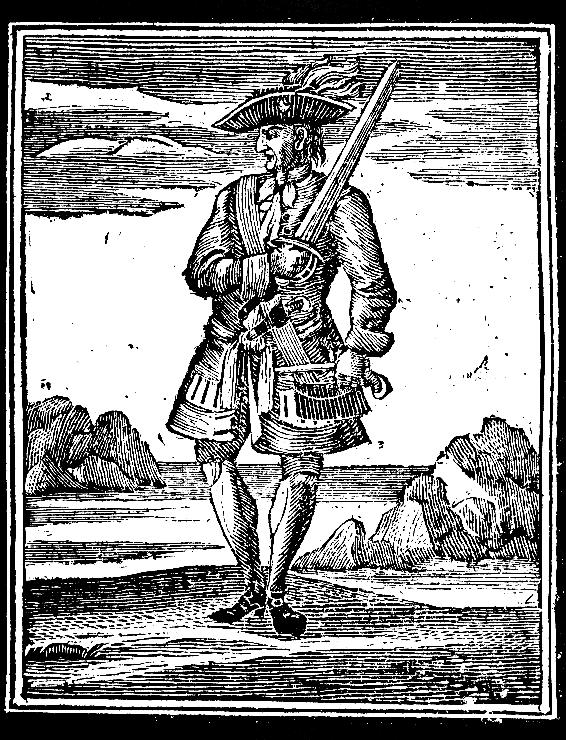
棉布杰克

## 参見
- 海盜
  - 英國海盜
- 私掠者
  - 私掠許可證
- 刺客教條IV：黑旗
- 黑帆